# Hippasa valiveruensis
Hippasa valiveruensis är en spindelart som beskrevs av Patel och C. Adinarayana Reddy 1993. Hippasa valiveruensis ingår i släktet Hippasa och familjen vargspindlar. Inga underarter finns listade i Catalogue of Life.